# حسن دامغانی
خواجه حسن دامغانی (۷۶۲ - ۷۶۶ ق) پس از قتل لطف‌الله بن مسعود به حکومت سربداران رسید؛ ولی مریدان طریقت شیخ حسن، به رهبری درویش عزیز مجدی در طوس به مخالفت برخاستند. شورش آنان مدتها ادامه داشت تا اینکه حسن دامغانی، آنها را سرکوب کرد. وی پس از دستگیری درویش عزیز از کشتن او امتناع کرد و با دادن هدایایی، او را به اصفهان تبعید کرد.
اختلافات داخلی سربداران و مریدان طریقت شیخ حسن جوری موجب شد که امیر ولی، فرزند شیخ علی هندو، از امرای خان مغول در مازندران و استرآباد، مخالفان دولت سربدار را جمع آورد و با کمک آنان، استرآباد، و سپس بسطام، دامغان و فیروزکوه را از سلطه سربداران خارج کند. در همین حال، حسن دامغانی برای سرکوبی شورش از سبزوار خارج شد و به قلعه شغان رفت. مخالفان از نبود او در پایتخت استفاده کردند و بدون زحمت، حکومت را در دست گرفتند. آنان به فرماندهان دامغانی نوشتند که از همراهی او دست بردارند و برای آنکه سهمی از خزانه داشته باشند، سر دامغانی را با خود بیاورند.
دامغانی پس از اطلاع از این موضوع، برای تسلیم شدن به سوی سبزوار حرکت کرد؛ ولی به دستور خواجه علی موید به قتل رسید.
| جانشین: لطف‌الله بن مسعود | حاکم سربداران ۱۳۶۱ تا ۱۳۶۵ میلادی | حاکم پیشین: خواجه علی موید |